# Policijska osebna kamera
Policijska osebna kamera (policijska telesna kamera) je avdio, video ali fotografski snemalni sistem, ki se uporablja za snemanje dogodkov v katere so vpleteni policisti ali drugi organi pregona. Ponavadi je nameščena na uniformo policista oziroma drugega delavca. Takšne kamere so podobne ostalim kameram, ki so v komercialni ali vojaški uporabi, le da so prilagojene zahtevam povezanimi z delom organov pregona.

## Kamere

### Značilnosti kamer
Policijske osebne kamere uporabljajo organi pregona za snemanje svojih interakcij z ljudmi oziroma za zbiranje video dokazov s kraja zločina. Obstaja več vrst kamer različnih proizvajalcev. Vsaka kamera v osnovi služi istemu namenu, vendar nekatere delujejo na nekoliko drugačen način kot druge ali pa jih je mogoče nositi na različen način (spredaj, na rami, na očalih, na čeladi).
Različne potrebe policijskih oddelkov so vodile k velikemu spektru različnih kamer, ki jih najdemo na trgu. Poleg tega izdelovalci kamer iščejo vedno nove načine kako izboljšati svoje produkte z različnimi tehničnimi inovacijami. Tako so na voljo kamere, ki ponujajo različne posebnost kot so HD ločljivost, infrardeča termografska kamera, nočni vid, različne leče, možnost avtomatskega začetka snemanja na primer, ko policist potegne orožje.

### Skrb glede zasebnosti
Kot pri vseh oblikah nadzora se tudi tukaj postavlja vprašanje glede zasebnosti. V prvi vrst zaradi zasebnosti oseb, ki jih policisti snemajo (osumljenci, žrtve, priče), pa tudi zaradi zasebnosti policistov, ki kamere nosijo ali pa so njihova dejanja posneta s strani njihovih kolegov.

### Države, kjer jih uporabljajo
Avstralija, Kanada, Singapur, Velika Britanija, Združene države Amerike, Kitajska, Danska, Finska, Francija, Nemčija, Italija, Nizozemska, Švedska, Združeni arabski emirati